# Rubus ignoratus
Rubus ignoratus är en rosväxtart som beskrevs av Heinrich E. Weber. Rubus ignoratus ingår i släktet rubusar, och familjen rosväxter. Inga underarter finns listade i Catalogue of Life.